# Метрополитен Лос-Анджелеса
Метрополите́н Лос-А́нджелеса (англ. Los Angeles County Metro Rail) — система линий метрополитена в округе Лос-Анджелес. Метрополитен начал работать в 1990 году и с тех пор постепенно развился до 8 линий. Из них только красная (Red Line) и фиолетовая (Purple Line) являются полноценными ветками метро, остальные представляют собой линии легкорельсового транспорта. Собственник этой транспортной сети — компания Los Angeles County Metropolitan Transportation Authority (LACMTA). Согласно статистике на май 2024 года, лос-анджелесским метрополитеном ежедневно пользуется в среднем около 500 000 человек. По сравнению с европейскими сетями метро аналогичной величины это скорее небольшое значение, однако в последнее время число пассажиров явно растёт в связи с повышением цен на бензин.

## Предыстория
Малоизвестен тот факт, что к началу XX века в Лос-Анджелесе существовала одна из самых больших трамвайных сетей в мире. Её совладельцами являлись компании Pacific Electric Railway и Los Angeles Railway. В скором времени, однако, основным видом транспорта в городе стал автомобильный, и с 1930-х годов трамвайные линии постепенно стали исчезать; последние из них были закрыты в 1963 году. Тогда же, в 1963 году, западногерманская транснациональная компания-оператор монорельсового транспорта Alweg предложила городским властям бесплатно построить и обслуживать муниципальные монорельсовые линии, однако лос-анджелесский горсовет вообще отверг саму идею создания системы городского транзитного транспорта в каком бы то ни было виде, несмотря на поддержку этого проекта со стороны видных общественных деятелей и знаменитостей (за реализацию проекта лос-анджелесского монорельса в частности, выступал всемирно известный писатель-фантаст Рэй Бредбери). В своих действиях городские власти исходили из необходимости замедления темпов урбанизации и разрастания городской агломерации, так как несмотря на все достоинства дешёвого и скоростного пассажирского транспорта, его внедрение угрожало стремительными темпами увеличения населения города, при том, что Лос-анджелесская городская агломерация и так является одной из самых крупных и густонаселённых на континенте. Прошло более двадцати лет, прежде чем стало ясно, что город не может обходиться исключительно автотранспортом (дорожные пробки и заторы, загазованность воздуха и т. д.), и началась подготовка к строительству новой транспортной сети.

## Структура
Лос-анджелесский метрополитен состоит из трёх отдельных транспортных сетей: полностью подземного метро (Heavy Rail) с энергоснабжением через контактные рельсы, легкорельсовой железной дороги (Light Rail), проходящей в основном по поверхности земли и получающей энергию от воздушной контактной сети и метробуса (MetroBus), двигающегося по специально отведённым дорожным коридорам (El Monte Busway), туннелям (Harbor Transitway) и трассам общего пользования, пользуясь особым приоритетом.
| Линия            | Кол-во станции | Длина линии (км) | Года постройки |
| ---------------- | -------------- | ---------------- | -------------- |
| Красная линия    | 14             | 26,4             | 1993-2000      |
| Фиолетовая линия | 8              | 10,3             | 1993-2019      |
| Синяя линия      | 22             | 35,4             | 1990           |
| Зелёная линия    | 14             | 32,2             | 1995           |
| Золотая линия    | 27             | 31,7             | 2003-2015      |
| Линия Экспо      | 19             | 24,5             | 2012-2015      |
| Оранжевая линия  | 18             | 29               | 2005           |
| Серебряная линия | 9              | 41,8             | 2009-2012      |

### Метро

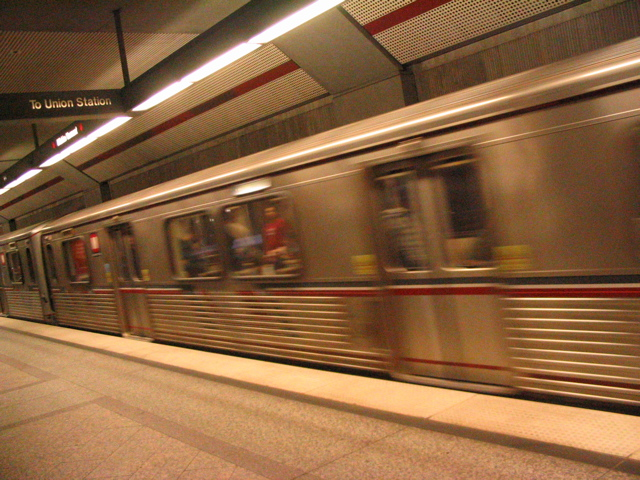
Станция Wilshire/Vermont

- Красная линия (B Line, Red Line) выходит из центра города в северо-западном направлении и проходит от Union Station до North Hollywood. Первый отрезок, от Union Station до Westlake/MacArthur Park, был открыт в 1993 году. Затем линия доходит до станции Wilshire/Vermont, открытой в 1996 году, и уходит к северу в район Вермонт-авеню и Голливудского бульвара. До 2000 года линия заканчивалась станцией Hollywood/Highland, но затем было открыто ещё две станции, Universal City и North Hollywood. По красной, как и по фиолетовой линии, ходят поезда итальянской фирмы Breda с шестью вагонами. Официально линия называется B Line или Line 802.
- Фиолетовая линия (D Line, Purple Line) выходит из центра города в западном направлении. В 1993 году был проложен первый отрезок линии, от Union Station до Westlake/MacArthur Park, как часть красной линии; тремя годами позднее она была продолжена до станции Wilshire/Western в районе Мид-Уилшир. В 1999 году она развилась до полноценной ветки на север, и теперь у красной линии было две конечных станции на северо-западе. В 2006 году было принято решение выделить меньшую часть красной линии в отдельную фиолетовую, так как в будущем могло понадобиться продлить тоннели, пролегающие под бульваром Уилшир, в направлении Беверли-Хиллз. Сейчас ведётся постройка трёх новых станций, но в настоящий момент планируется ещё 4 станции. Конечная будет находиться в Западном Лос-Анджелесе. На сегодняшний день станции между Union Station и разветвлением используются обеими линиями. Официальное название — Line 805 или D Line.

### Лёгкое метро

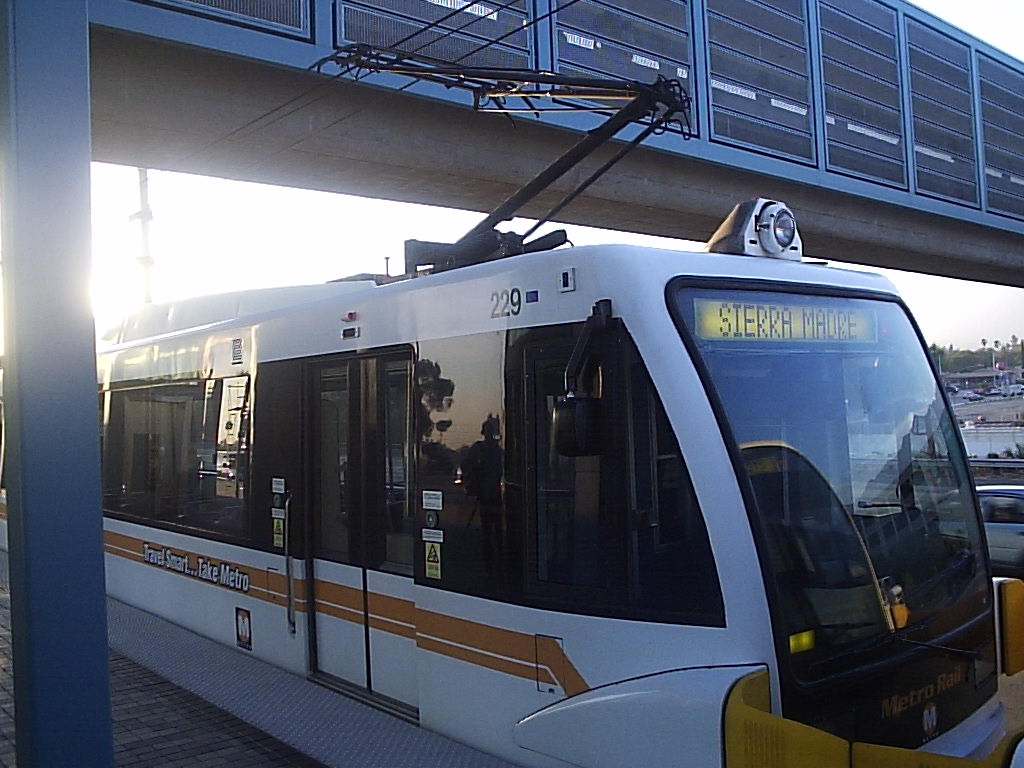
Поезд золотой линии в Пасадине

- Синяя линия (A Line, Blue Line) проходит из Азусы до Лонг-Бич. Она была открыта в 1990 году и стала первой линией легкорельсового транспорта в Лос-Анджелесе. До того в городе 27 лет не было рельсовых транспортных средств, перевозящих пассажиров на близкие расстояния. Линия начинается от подземной станции 7th Street/Metro Center (с возможностью пересадки на красную и фиолетовую линии) и идёт в южном направлении. Перед станцией Pico она выходит на поверхность и проходит там всю оставшуюся часть пути. На станции Willowbrooks/Rosa Park она пересекается с зелёной линией. После станции Anaheim путь замыкается в большую петлю, в которой находятся четыре станции; проехав их, поезда возвращаются в обратном направлении. 16 июня вошли три новые станции от 7th Street/Metro Center , а также часть Золотой линии, проходящей через Union Station. В будущем линию продлят до станции Montcair Metrolink. Здесь используются поезда, изготовленные в Японии (Nippon Sharyo) и Германии (Siemens) и представляющие собой нечто среднее между трамваем и поездом S-Bahn. Официальное название линии — Line 801 и A Line.
- Зелёная линия (C Line, Green Line) проходит от Редондо-Бич до Норвока. Она была введена в использование в 1995 году и проходит большей частью по средней полосе шоссе Century Freeway. На станции Century/Aviation линия соединяется шатлом с Международным аэропортом Лос-Анджелес, на станции Imperial/Wilmington — пересекается с синей. С 2000 года в основном используются поезда фирмы Siemens; ранее в использовании находились и японские поезда, но сейчас они в основном применяются на синей линии. Официальное название — C Line или Line 803.
- Линия Экспо (E Line, Expo Line) соединяет Восточный Лос-Анджелес через центр с городом Санта-Моника на побережье Тихого океана. Четвёртая линия лёгкого метро строилась с 2006 года. Первый отрезок линии, длиной около 9 миль, между станциями 7th Street/Metro Center и Venice/Robertson Boulevards в Калвер-сити, сдан в эксплуатацию в 2012 году. После станции Pico линия отходит от синей на запад, проходя по поверхности и практически параллельно лежащей севернее фиолетовой. Линия «Экспо» была продолжена в 2016 году от Калвер-Сити до Санта-Моники. 16 июня 2023 года в состав линии вошла часть Золотой линии в сторону станции Atlantic, также линия сменила цвет с голубого на жёлтый. Официально — E Line.
- Розовая линия (K Line, Crenshaw/LAX Line) — на данный момент самая новая линия, в будущем соединит районы Джефферсон-парк с Вестчестером, проходя при этом через Инглвуд. Линия начала строиться с 2014 года. Пока сданы первые 7 станции, открывшиеся 7 октября 2022 года. В будущем планируется маршрутное соединение с зелёной линией, также с этой линии будет пересадка на пиплмувер, который будет соединять метро с аэропортом
- Золотая линия (L Line, Gold Line) — бывшая самостоятельная линия, проходила от Восточного Лос-Анджелеса, через Пасадину, и до Азусы. Третья линия лёгкого метро была введена в строй в 2003 году. Ведёт из Восточного Лос-Анджелеса на северо-восток, в направлении Пасадины. Конечной остановкой была APU/Citrus College. В юго-восточном направлении от центра города есть восемь станций в районе Восточного Лос-Анджелеса, из них две подземные. В том направлении, второй конечной остановкой является станция Atlantic. Работы были закончены к концу 2009 года. На золотой линии использовались только немецкие поезда фирмы Siemens. Официально называлась L Line или Line 804. 24 октября 2020 года была разделена на два независимых участка, а также закрылась станция Little Tokyo/Arts District, впоследствии перенесённая под землю. 16 июня 2023 года отрезки линии были переданы линиям A и E, после чего Золотая линия прекратила своё существование

### Метробус и скоростной автобус
Линии метробуса — особые автобусные линии, которые также причисляются к городской системе метро. Они позиционируется как «лёгкое метро на шинах» (англ. light rail on rubber tires). На них используются сочленённые автобусы серебристого цвета длиной 18-20 м, так называемые Metro Liner, которые пользуются особыми полосами движения с приоритетными правами проезда, специальными дорожными коридорами и туннелями. К скоростному автобусному сообщению причислить линии метробуса позволяет и то, что остановки лежат на расстоянии примерно мили друг от друга.
- Оранжевая линия[англ.] (Orange Line) — всего на линии 13 остановок; они снабжены перехватывающими парковками. Длина линии составляет 22,5 км, она была открыта 29 октября 2005 года. По статистике на октябрь 2008 года, автобусы оранжевой линии перевозят более 25 000 пассажиров ежедневно, и у пассажиров уже возникают трудности с нехваткой места. С недавних пор планируется ввод новых, 20-метровых автобусов. Кроме того, готовится продление линии до железнодорожной станции в Чатсуорте.
- Серебряная линия[англ.] (Silver Line) — пролегает от станции Harbor Gateway Transit Center до станции El Monte Station, проходя через Harbor Transitway и El Monte Busway, через центр города. На линии 9 станций.

### Высокоскоростные подземные магистрали
В 2018 году произошло открытие первого тоннеля высокоскоростных подземных магистралей Loop под Лос-Анджелесом, строительство которой осуществляла The Boring Company. В системе используются автомобили Tesla Model S, на которые были установлены дополнительные направляющие ролики, стабилизирующие направление движения.

## Оплата проезд
Стоимость проезда в метро Лос-Анджелеса составляет $1.75. Билет выполнен в виде многоразовой магнитной карты TAP, которая действует во всех видах общественного транспорта. Срок действия билета 2 часа с момента активации с бесплатными пересадками в метро. За пересадку на обычный автобус в течение 2 часов после покупки билета на метро, придется доплатить 75¢. Также в продаже предлагаются билеты на 1 день за $7, на 7 дней — стоимостью $25, на 30 дней — стоимостью $100, с неограниченным числом поездок на всех видах общественного транспорта. Для студентов, пожилых людей, малообеспеченных и других категорий пассажиров предлагаются существенные скидки на проездные билеты. 